# Lípa republiky (Kampus Dejvice)
Lípa republiky roste v dejvickém kampusu v Praze 6 na zatravněném prostranství v Thákurově ulici mezi Národní technickou knihovnou a Fakultou stavební ČVUT.

## Historie
Lípa svobody byla vysazena 24. října 2018 na připomínku 100. výročí vzniku Československé republiky. Strom společně vysadili rektor ČVUT v Praze doc. Vojtěch Petráček, rektor VŠCHT Praha prof. Karel Melzoch, děkan Katolické teologické fakulty Univerzity Karlovy prof. Vojtěch Novotný, ředitel Národní technické knihovny Ing. Martin Svoboda, ředitel ÚOCHB Akademie věd ČR RNDr. Zdeněk Hostomský a místostarostka Městské části Praha 6 Ing. arch. Eva Smutná.
Lípa byla vypěstována ze semínka lípy velkolisté, pod kterou sedával prezident T. G. Masaryk na Plečnikově vyhlídce proti Pražskému hradu.